# 2004년 상무 피닉스 야구단 시즌
2004년 상무 피닉스 야구단 시즌은 상무 피닉스 야구단이 KBO 퓨처스리그에 참가한 4번째 시즌이다. 김정택 감독이 팀을 이끌었다. 팀은 북부리그 5팀 중 1위에 올라 창단 2번째 우승을 달성했으며, 전체 9팀 중 승률 1위를 기록했다. 또한 1991년 이후 13년 만에 전국종합야구선수권대회 우승을 차지했다.

## 타이틀
- 완투: 조형식, 유왕식, 김재현 (1)
- 다승: 김백만 (10)
- 승률: 김백만 (0.833)
- 세이브: 김백만 (10)
- 출장(타자): 추승우, 이종욱 (72)
- 타석: 조동화 (322)
- 타수: 조동화 (287)
- 안타: 조동화 (93)
- 1루타: 조동화 (64)
- 북부리그 2루타: 김재구 (21)
- 홈런: 김재구 (13)
- 타점: 김재구 (55)
- 4사구: 장일현 (44)
- 북부리그 최소 삼진: 추승우 (15)

## 선수단
- 투수 : 김태영, 조형식, 김백만, 김재현, 정재훈, 장재혁, 유왕식, 곽지호, 여승현, 최경훈, 장인규, 박재형, 김수환, 김채헌, 김병준
- 야수 : 조동화, 김재구, 김동건, 장일현, 추승우, 이종욱, 박재상, 오세학, 황순태, 권도영, 구민호, 정보명, 김창훈, 박종윤, 김진수, 이성우, 이우민, 김태완, 정재훈

## 여담
- 팀은 이 시즌 이후로 2011년을 제외하고 매년 우승하고 있다.

## 같이 보기
- 2005년 상무 피닉스 야구단 시즌